# مترو-راه‌آهن شمال
مترو-راه‌آهن شمال (انگلیسی: Metro-North Railroad) شبکه راه‌آهن حومه در ایالت نیویورک، کنتیکت و نیوجرسی، آمریکا است.
این راه‌آهن که در سال ۱۹۸۳ تاسیس شده دارای ۵ خط، ۱۲۴ ایستگاه و ۱٬۲۶۷ کیلومتر طول می‌باشد.

## خط‌ها
- خط هارلم (۳۸ ایستگاه)
- خط هادسن (۲۹ ایستگاه)
- خط نیو هیون (۳۰ ایستگاه اصلی، ۱۷ ایستگاه در شاخه‌ها)
- خط پاسکاک ولی (۱۸ ایستگاه)
- خط پورت جرویس (۲۶ ایستگاه)

## نگارخانه

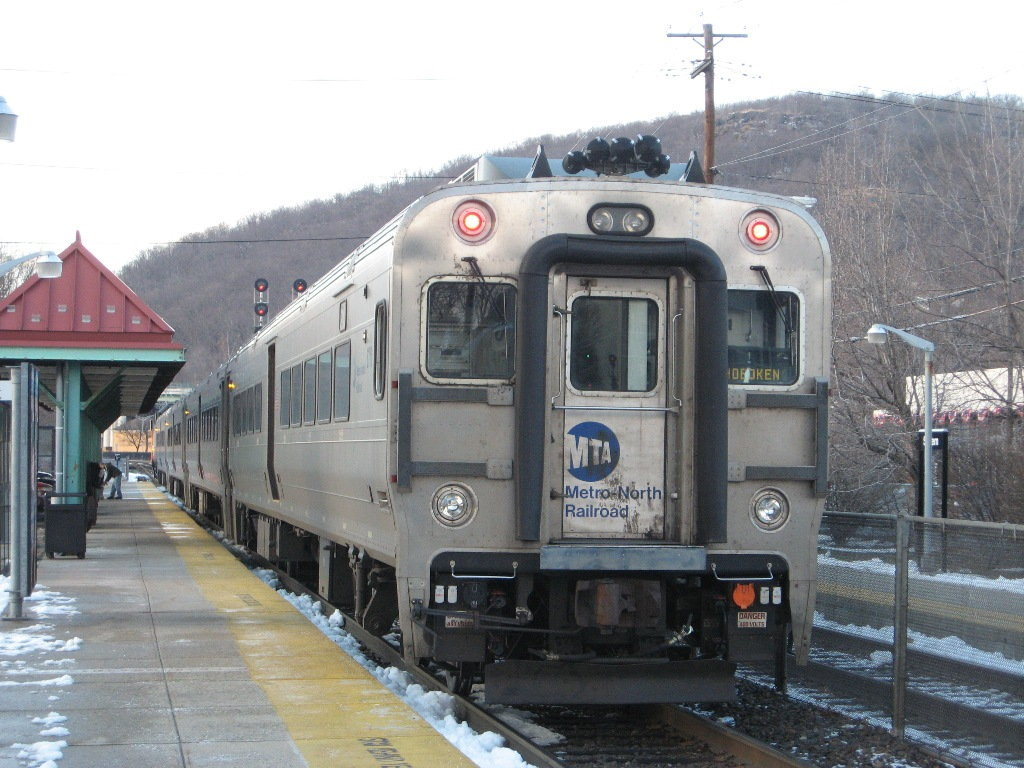
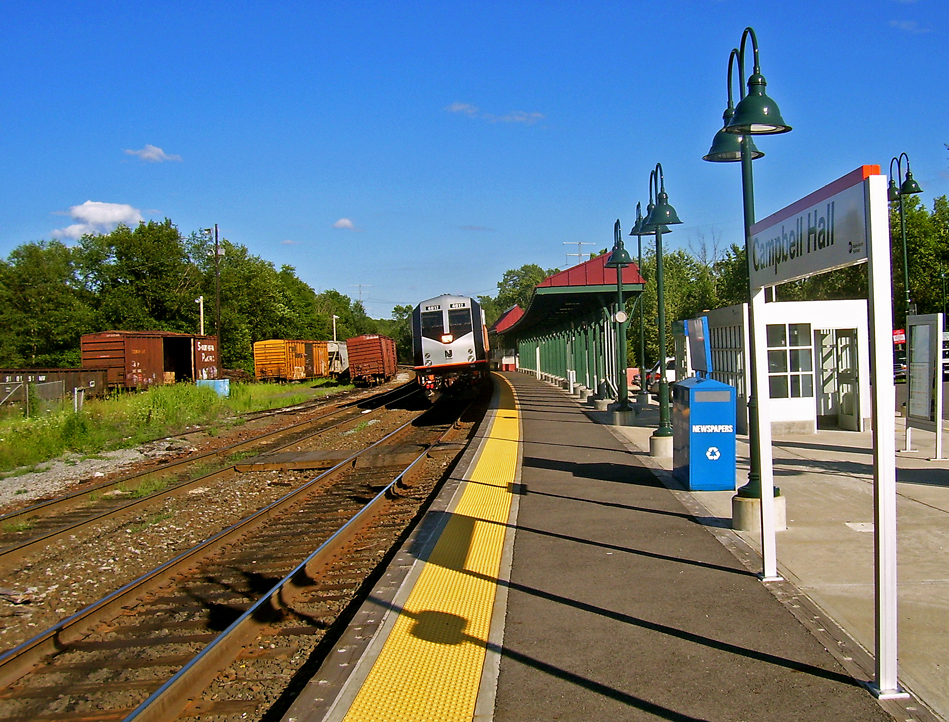
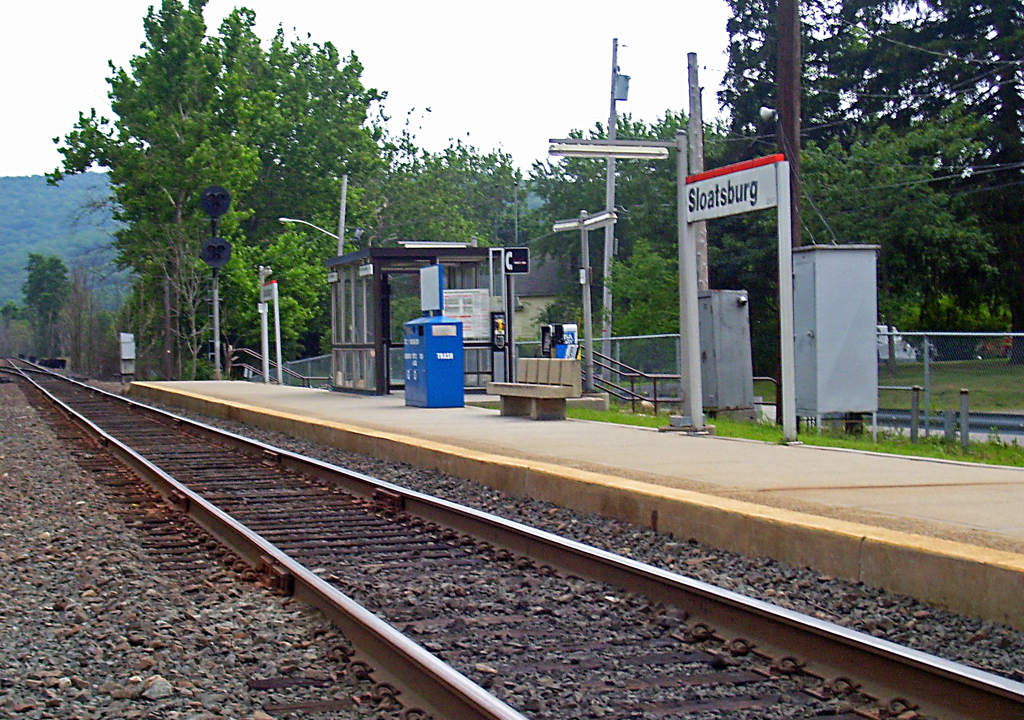
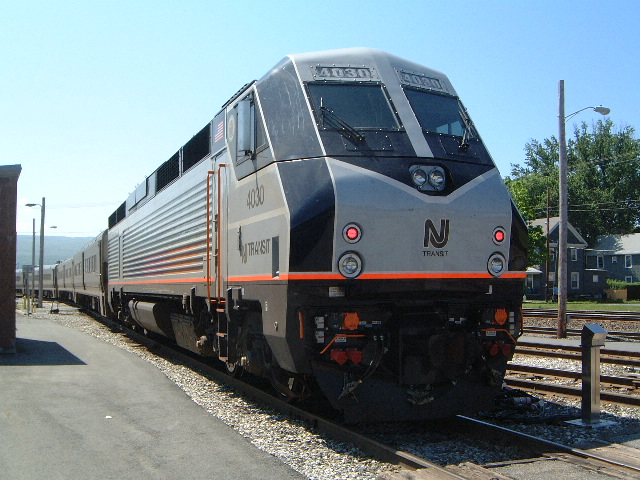

## شهرهای مهم
- پورت جرویس، نیویورک
- اسپرینگ ولی، نیویورک
- پوکیپسی، نیویورک
- وایت پلینز، نیویورک
- واسک، نیویورک
- استمفورد، کنتیکت
- نیو کینن، کنتیکت
- دانبری، کنتیکت
- واتربری، کنتیکت
- نیوهیون، کنتیکت